# André Marie Constant Duméril

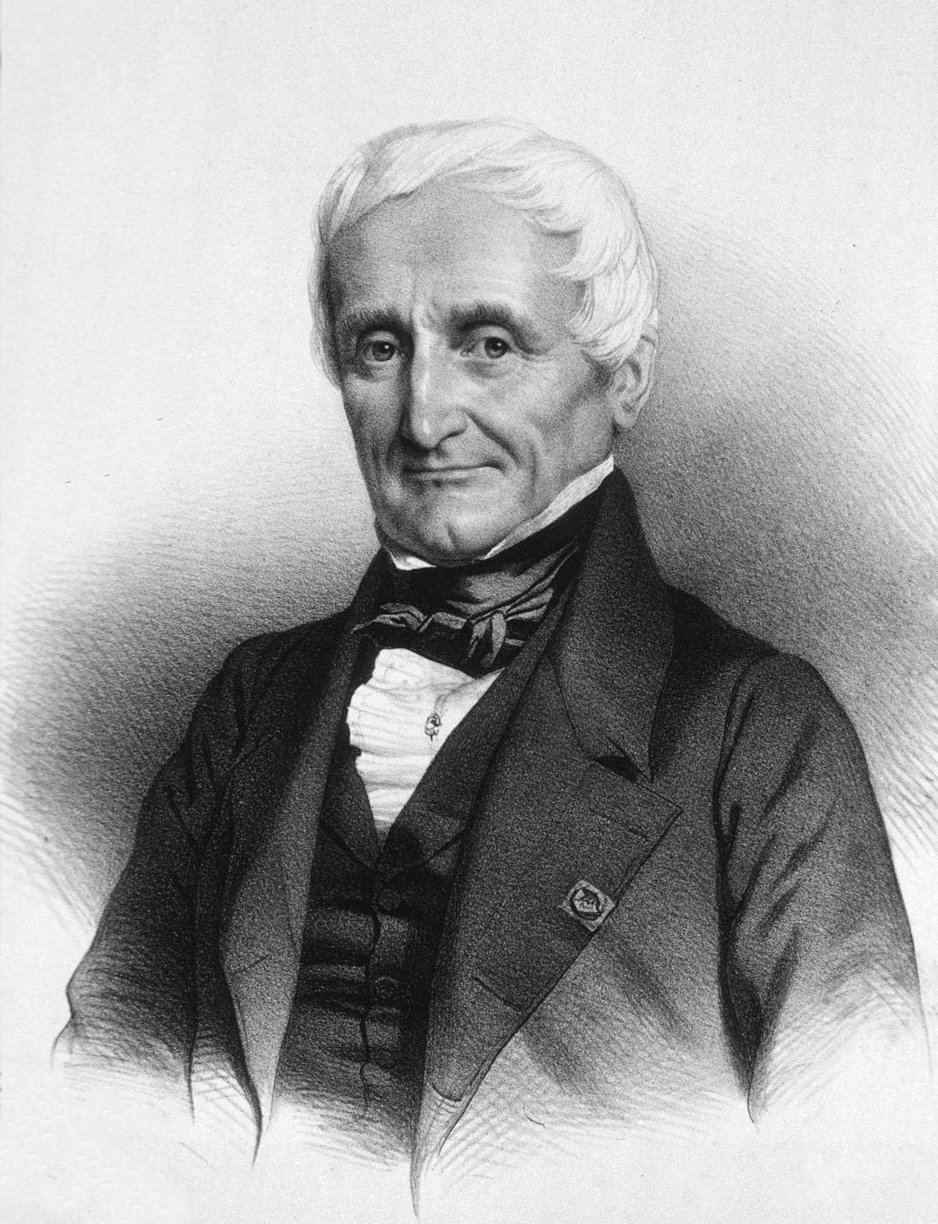
Constant Duméril

André Marie Constant Duméril (* 1. Januar 1774 in Amiens; † 14. August 1860 in Paris) war ein französischer Zoologe, Professor der Anatomie, Physiologie und Pathologie. Sein wissenschaftliches Autorenkürzel lautet Duméril oder AMC Duméril.

## Leben
Seine Eltern waren Charles Duméril (1733–1823) und Rosalie Duval (1736–1829), sie hatten insgesamt acht Kinder. Constant studierte an der Sorbonne in Paris Medizin und wurde später an seiner medizinischen Fakultät Prosektor. Aus der Zeit seines Medizinstudiums verband ihn unter anderem eine Freundschaft mit Pierre Fidèle Bretonneau.
Nach erfolgreicher Promotion über die Rundmäuler Dissertation sur la famille des poissons cyclostomes: pour démontrer leurs rapports avec les animaux sans vertèbres ; suivie d'un mémoire sur l'anatomie des lamproies im Jahre 1803 und der Habilitation aus dem Jahre 1812 mit dem Titel Concours pour la chaire de professeur adjoint de zoologie. Dissertation sur les poissons qui se rapprochent le plus des animaux sans vertèbres wurde Duméril zum Professor der Anatomie und Physiologie an der École de médecine und 1818 zum Professor der Pathologie ernannt.
Im Jahre 1803 trat Bernard Germain Lacépède als Leiter der Ichthyologie und Herpetologie am Muséum national d’histoire naturelle zurück. Georges Cuvier nominierte daraufhin Duméril, dieser wollte diese Funktion aber nur vorübergehend übernehmen. Erst als Lacépède im Jahre 1825 starb, übernahm Deuméril diese Position dauerhaft. Gemeinsam mit seinem Assistenten Gabriel Bibron veröffentlichte er die Erpétologie générale. Bibron starb während dieser Arbeiten im Jahr 1848.
Duméril war seit 1806 mit Alphonsine Delaroche (1778–1852), einer Schwester von François Étienne Delaroche (1781–1813) und Tochter des Genfer Arztes Daniel Delaroche (1743–1812), verheiratet. Es war ihre zweite Ehe, nachdem ihr erster Ehemann, Jean Honoré dit Horace Say (1771–1799), auf Napoleons Ägyptischer Expedition verstorben war.
1857 legte Duméril mit 83 Jahren alle seine Ämter nieder und zog sich ins Privatleben zurück, sein Sohn Auguste Henri André Duméril wurde sein Nachfolger als Professor für Herpetologie und Ichthyologie am Museum. Im Alter von 86 Jahren starb er am 14. August 1860 in Paris.
Er begründete 1806 den Stamm  Brachiopoda in der zoologischen Systematik. Duméril erstbeschrieb 256 Arten von Reptilien.
Seit 1816 war er Mitglied der Académie des sciences in Paris.

## Nach Duméril benannte Taxa
- Platynereis dumerilii  (Audouin & H. Milne-Edwards, 1834)
- Seriola dumerili  (Risso, 1810)
- Callopora dumerilii  (Audouin & in de Savigny, 1826)
- Luperina dumerilii (Duponchel, 1826)
- Rocinela dumerilii  (Lucas, 1849)
- Sphaeroma dumerilii  (Leach, 1818)
- Cantherines dumerilii (Hollard, 1854)
- Acanthodactylus dumerilii (H. Milne-Edwards,, 1829)[6]
- Acrantophis dumerili (Jan & in Jan & Sordelli, 1860)[6]
- Lycodon dumerili (Boulenger, 1893)[6]
- Micrurus dumerilii (Jan, 1858)[6]
- Peltocephalus dumerilianus (Schweigger, 1812)[6]
- Stenocercus dumerilii (Steindachner, 1867)[6]
- Urotheca dumerilii (Bibron, 1840)[6]
- Varanus dumerilii (Schlegel, 1839)[6]

## Mitgliedschaften
Als 1838 La Société Cuvierienne gegründet wird, war er eines der 140 Gründungsmitglieder der Gesellschaft.

## Schriften (Auswahl)
- Zoologie analytique, Paris 1806
- Traité élémentaire d'histoire naturelle, (4. Aufl.), Paris 1830
- Ichthyologie analytique (1856)
- Erpétologie générale (1835–50, 9 Bde., zusammen mit Gabriel Bibron)
- Erpétologie analytique (1860, 2 Bde., die erste systematische Beschreibung aller bekannten Reptilien)